# Hylarana kreffti
Hylarana kreffti är en groddjursart som först beskrevs av George Albert Boulenger 1882.  Hylarana kreffti ingår i släktet Hylarana och familjen egentliga grodor. IUCN kategoriserar arten globalt som livskraftig. Inga underarter finns listade i Catalogue of Life.